# Tipula osmana
Tipula osmana är en tvåvingeart som beskrevs av Mannheims 1963. Tipula osmana ingår i släktet Tipula och familjen storharkrankar. Inga underarter finns listade i Catalogue of Life.